# El Gòtic

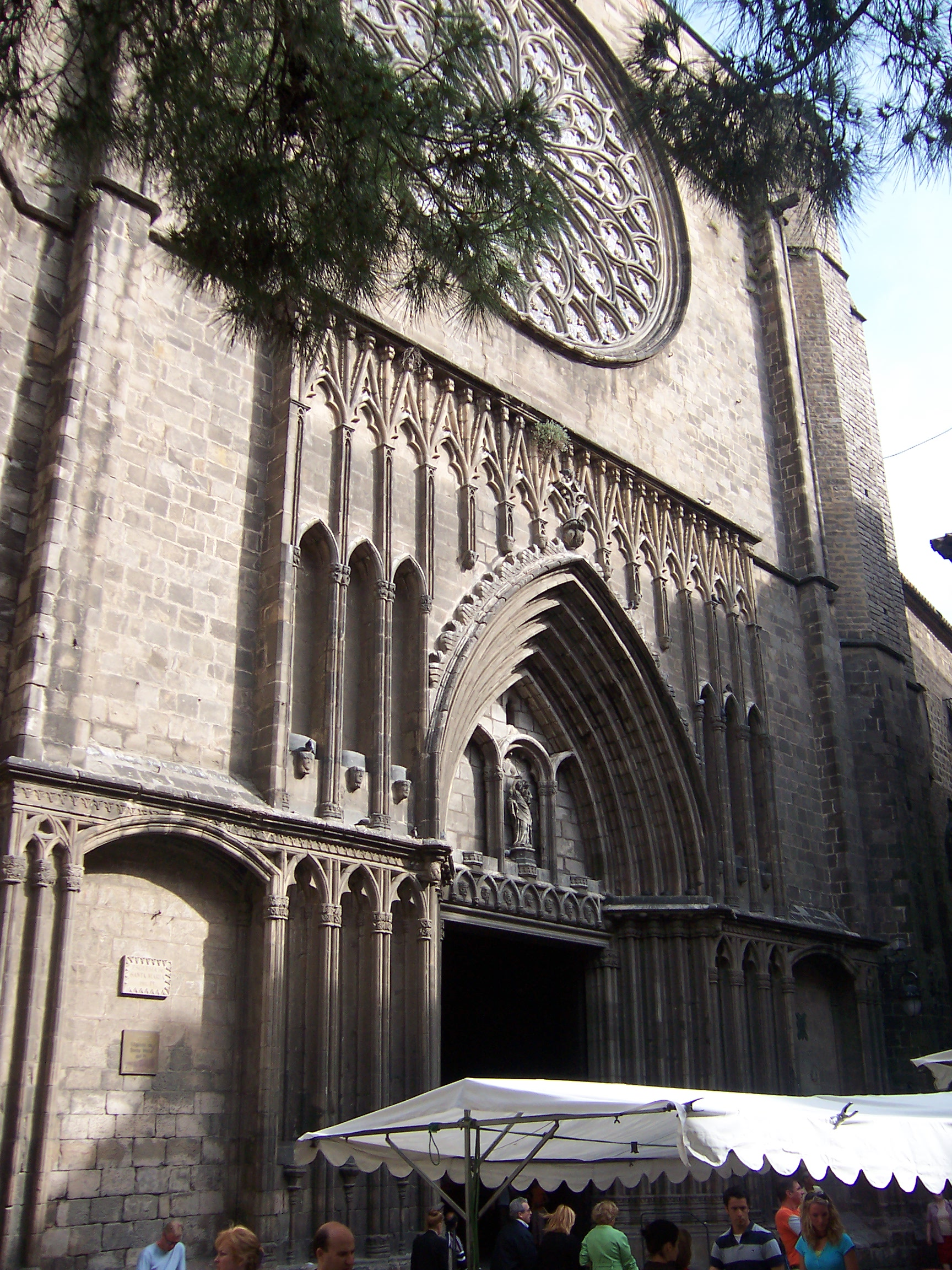
Igreja de Santa Maria do Pinheiro

El Gòtic ("O Gótico"), também conhecido como Barri Gòtic ("Bairro Gótico"), é um dos quatro bairros que formam o distrito de Ciutat Vella, em Barcelona, na Catalunha (Espanha). É o núcleo mais antigo da cidade e seu centro histórico. O nome "gótico" é uma referência ao estilo gótico predominante em suas construções.
O cardo e o decúmano romanos são os eixos de urbanização históricos do bairro em sua parte mais alta, o antigo Monte Táber (atual Praça de São Tiago). O bairro é composto por diferentes regiões que conservam sua própria personalidade: o Call, Santos Justo e Pastor, Santa Maria del Pi, a Catedral, Santa Ana, La Merced e o Palau.
A estrutura do bairro permaneceu intacta até o século XIX, período que trouxe grandes transformações na estrutura e morfologia do bairro, como, por exemplo, a transformação dos cemitérios paroquiais em praças públicas, o vaziado de grandes edifícios com a conseguinte mudança de uso ou a derrubada das muralhas. Atualmente, se conservam destroços da primeira muralha na Praça da Catedral de Barcelona. Na Rua Ataulfo, existe uma capela gótica que pertencia a um palácio e que se conhece por Capela do Palácio.

## Monumentos históricos e lugares de interesse
- Catedral de Barcelona
- Basílica da Mãe de Deus da Mercê
- Igreja de Santa Maria do Mar

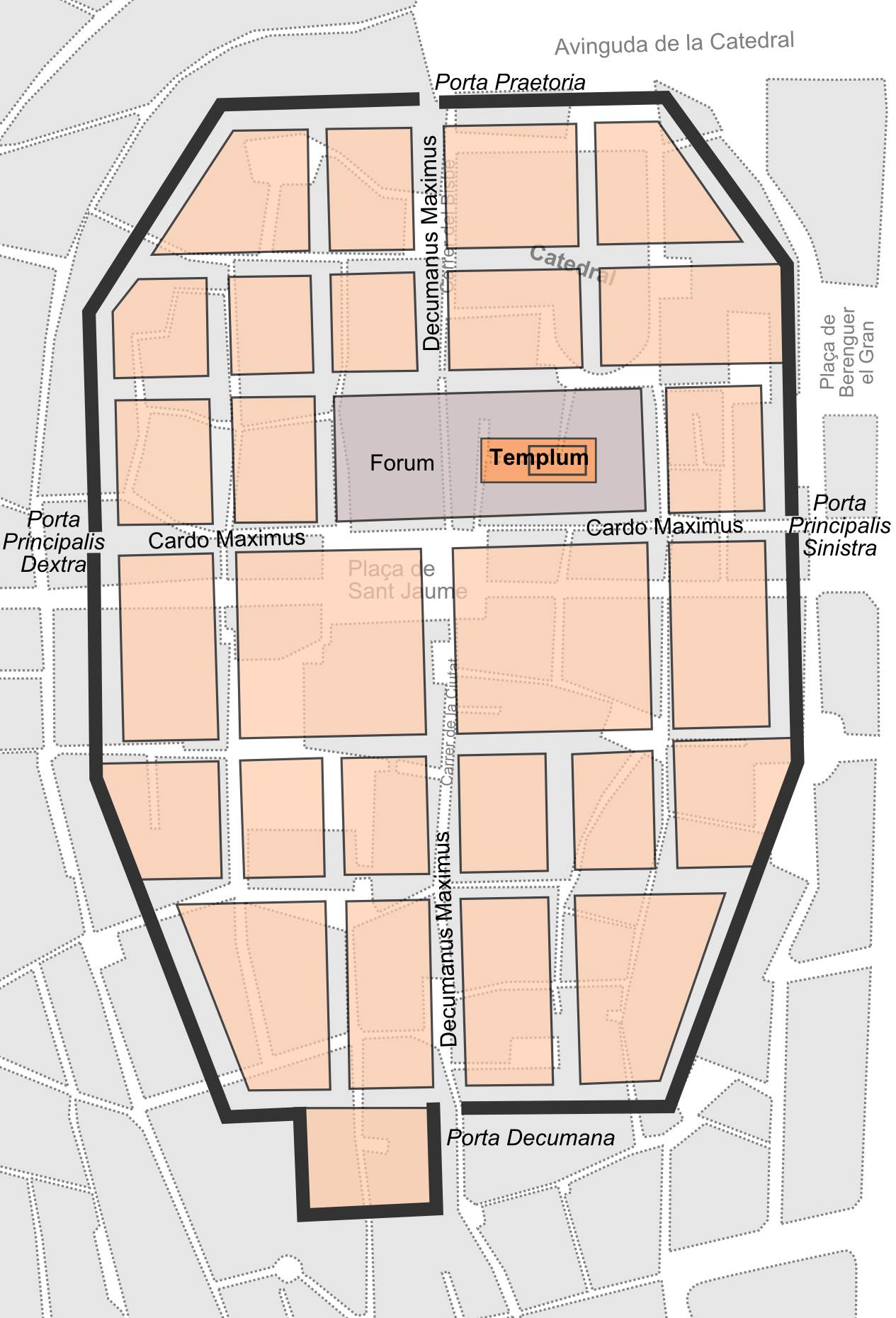
Plano de Barcino superposto ao plano atual do Bairro Gótico

- Praça de São Tiago, que inclui a Casa da Cidade de Barcelona e o Palácio da Generalidade da Catalunha
- Praça Real
- Praça do Rei, com o Museu de História de Barcelona
- Igreja de São Filipe Néri
- Avenida Portal do Anjo
- Os restos do templo de César Augusto
- Bar e restaurante Els Quatre Gats
- Bairro Judeu de Barcelona

## Controvérsias

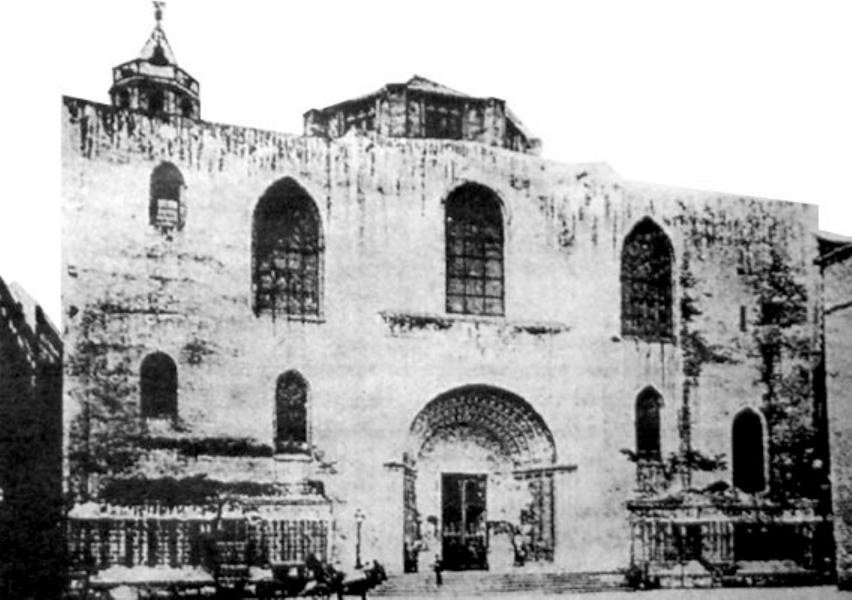
Fachada da catedral em 1880

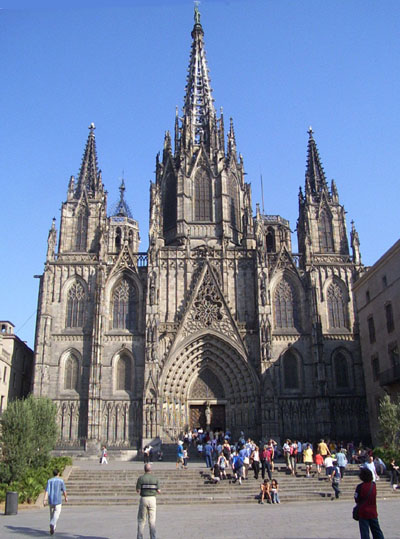
A mesma igreja com a fachada de 1913, neo-gótica

Embora existam muitos edifícios góticos, como a Lonja de Mar (século XIV), em termos de edifícios civis de grande importância, tem sido sempre uma controvérsia entre os especialistas a autenticidade de vários edifícios do Bairro Gótico. Esta controvérsia sobre a autenticidade tornou-se pública em 2011 por causa da publicação de uma tese de doutorado intitulada Bairro Gótico de Barcelona: planejamento passado e imagem de marca , de Agostinho Cocola . O autor mostra que alguns dos edifícios do bairro não são originalmente góticos, mas restaurações ou novos projetos de estilo gótico, realizados no final do século XIX, mas especialmente durante o início do século XX, que, no entanto, são anunciados como góticos, e aos quais são dados status de marco histórico nacional . As principais causas seria atrair o turismo, somado à identificação da burguesia catalã com a arte gótica representando a idade de ouro da arte e da cultura catalã . Entre os principais edifícios ditos góticos, são realmente neo-góticos. Por exemplo, a fachada da Catedral de Barcelona , construído entre 1882 e 1913 por Josep Oriol Mestres e Augusto Font Carreras , com uma profusão de elementos de estilo gótico, embora a construção da catedral tenha começado no final do século XIII.

## Metro de Barcelona
- L4 Metro de Barcelona - estação Jaume I
- L3 Metro de Barcelona - estações Liceu e Drassanes